# Benckendorf (Dassow)
Benckendorf ist ein Ortsteil der Stadt Dassow im Landkreis Nordwestmecklenburg in Mecklenburg-Vorpommern. Am 1. Juli 1961 erfolgte die Eingemeindung nach Pötenitz, das am 13. Juni 2004 nach Dassow eingemeindet wurde.

## Geografie und Verkehrsanbindung
Benckendorf liegt nordwestlich der Kernstadt Dassow. Nordöstlich des Ortes verläuft die Kreisstraße K 45, 400 Meter südlich erstreckt sich der 784 ha große Dassower See. Südlich erstreckt sich das 154 ha große Naturschutzgebiet Uferzone Dassower See, das den Dassower See in seinem gesamten Umfang umschließt.

## Sehenswürdigkeiten
In der Liste der Baudenkmale in Dassow sind für Benckendorf zwei Baudenkmale aufgeführt:
- das Gutshaus (zwischenzeitlich Schule; Schulstraße 1)
- die Pflasterstraße zur Gutsanlage Johannstorf